# Liste des monuments historiques de Châtillon-sur-Seine
Ce tableau présente la liste de tous les monuments historiques classés ou inscrits dans la ville de Châtillon-sur-Seine, Côte-d'Or, en France.
Six constructions notoires dont trois églises sont classées ainsi que le menhir érigé dans le parc de la mairie récemment restitué à Mauvilly. Seize autres font l'objet d'une inscription à l'inventaire. Notons que la Porte dijonnaise, enclavée dans une propriété privée, n'est pas accessible au public.

## Liste
| Monument                                                           | Adresse                                       | Coordonnées                      | Notice         | Protection | Date | Illustration |
| ------------------------------------------------------------------ | --------------------------------------------- | -------------------------------- | -------------- | ---------- | ---- | --- |
| Bastion du Petit-Haut                                              | rue Saint-Jean                                | 47° 51′ 44″ nord, 4° 34′ 01″ est | « PA00112189 » | Inscrit    | 1925 | Bastion du Petit-HautFortifications de Châtillon, sur christaldesaintmarc.com.                                                                                               |
| Ancien auditoire royal                                             | 9 rue des Avocats                             | 47° 51′ 22″ nord, 4° 34′ 24″ est | « PA00112188 » | Classé     | 1993 | Ancien auditoire royal |
| Château des ducs de Bourgogne                                      | rue Saint Vorles                              | 47° 51′ 32″ nord, 4° 34′ 39″ est | « PA00112190 » | Classé     | 1909 | Château des ducs de Bourgogne |
| Ancien couvent des Carmélites et tribunal                          | rue du Bourg-à-Mont rue des Avocats           | 47° 51′ 22″ nord, 4° 34′ 29″ est | « PA00135219 » | Inscrit    | 1996 | Ancien couvent des Carméliteset tribunal |
| Maison des Barrodeau Ancien couvent des Cordeliers                 | 46 rue du Bourg-à-Mont 2-4 rue des Cordeliers | 47° 51′ 16″ nord, 4° 34′ 30″ est | « PA00112197 » | Inscrit    | 1925 | Maison des BarrodeauAncien couvent des CordeliersAvant le site actuel, réhabilité en logements collectifs, les Cordeliers ont occupé transitoirement la maison des Barrodeau |
| Couvent des Cordeliers de Châtillon-sur-Seine                      | avenue Edouard Herriot                        | 47° 51′ 16″ nord, 4° 34′ 30″ est | « PA00112191 » | Inscrit    | 1982 | Couvent des Cordeliers de Châtillon-sur-Seine |
| Église Saint-Pierre des Génovéfains                                | 14 rue de la Libération                       | 47° 51′ 48″ nord, 4° 34′ 30″ est | « PA00112192 » | Classé     | 1930 | Église Saint-Pierre des Génovéfains |
| Église Saint-Jean-Baptiste                                         | rue Saint-Jean passage Jean-Dupuis            | 47° 51′ 44″ nord, 4° 34′ 08″ est | « PA00112757 » | Inscrit    | 1991 | Église Saint-Jean-Baptiste |
| Église Saint-Nicolas                                               | rue Saint-Nicolas                             | 47° 51′ 26″ nord, 4° 34′ 23″ est | « PA00112193 » | Classé     | 1942 | Église Saint-Nicolas |
| Église Saint-Vorles                                                | rue Saint Vorles                              | 47° 51′ 30″ nord, 4° 34′ 35″ est | « PA00112194 » | Classé     | 1909 | Église Saint-Vorles |
| Hôtel de Châtillon-sur-Seine                                       | 9 rue du Bourg                                | 47° 51′ 28″ nord, 4° 34′ 26″ est | « PA00112196 » | Inscrit    | 1980 | Hôtel de Châtillon-sur-Seine |
| Hôtel de Clermont-Tonnerre Ancienne chapelle des Ursulines         | 35 rue du Bourg-à-Mont                        | 47° 51′ 20″ nord, 4° 34′ 31″ est | « PA21000021 » | Inscrit    | 2001 | Hôtel de Clermont-TonnerreAncienne chapelle des Ursulines |
| Hôtel du Congrès                                                   | 3 rue du Congrès                              | 47° 51′ 25″ nord, 4° 34′ 20″ est | « PA00112195 » | Inscrit    | 1983 | Hôtel du Congrès |
| Maison de l'Arquebuse                                              | impasse de l'Arquebuse                        | 47° 51′ 33″ nord, 4° 34′ 11″ est | « PA00112199 » | Inscrit    | 1925 | Maison de l'Arquebuse |
| Maison                                                             | 10 rue des Avocats rue du Congrès             | 47° 51′ 23″ nord, 4° 34′ 21″ est | « PA00112200 » | Inscrit    | 1987 | Maison |
| Maison                                                             | 25 rue du Bourg-à-Mont                        | 47° 51′ 23″ nord, 4° 34′ 30″ est | « PA00112201 » | Inscrit    | 1928 | Maison |
| Monument à Joffre                                                  | Place Joffre                                  | 47° 51′ 24″ nord, 4° 34′ 19″ est | « PA21000081 » | Inscrit    | 2016 | Monument à Joffre |
| Maison Philandrier                                                 | 5, 7 rue du Bourg                             | 47° 51′ 28″ nord, 4° 34′ 24″ est | « PA00112198 » | Classé     | 1928 | Maison Philandrier |
| Menhir de Châtillon-sur-Seine                                      | Restitué à Mauvilly                           | à géolocaliser                   | « PA00112202 » | Classé     | 1923 | Menhir de Châtillon-sur-Seine |
| Pont des Boulangers ou pont des Grandes Grilles ou des Tourniquets | Allée des Boulangers                          | 47° 51′ 37″ nord, 4° 34′ 31″ est | « PA00112204 » | Inscrit    | 1928 | Pont des Boulangersou pont des Grandes Grilles ou des Tourniquets |
| Pont du Perthuis-au-Loup                                           | rue du Sonsouis ruelle du Perthuis-au-Loup    | 47° 51′ 31″ nord, 4° 34′ 28″ est | « PA00112203 » | Inscrit    | 1928 | Pont du Perthuis-au-Loup |
| Porte Dijonnaise                                                   | 30 rue du Bourg-à-Mont                        | 47° 51′ 19″ nord, 4° 34′ 30″ est | « PA00112206 » | Inscrit    | 1925 | Porte DijonnaiseLa porte dijonnaise est enclavée dans une propriété privée                                                                                                   |
| Porte de Paris                                                     | rue de l'Abbaye rue Courcelles-Prévoires      | 47° 51′ 46″ nord, 4° 34′ 16″ est | « PA00112205 » | Inscrit    | 1950 | Porte de Paris |
| Sous-préfecture                                                    |                                               | 47° 51′ 38″ nord, 4° 34′ 26″ est | « PA00112207 » | Inscrit    | 1929 | Sous-préfectureEn 1926 la sous-préfecture a été déplacée de Châtillon-sur-Seine à Montbard et les bâtiments sont devenus la Mairie                                           |